# Peter de Wit (striptekenaar)
Peter de Wit (Beverwijk, 10 maart 1958) is een Nederlands striptekenaar. Hij is onder meer bekend van Sigmund. 

## Biografie
De Wit besloot op zijn veertiende om striptekenaar te worden. Samen met zijn vriend Gerard Aartsen maakte hij het stripfanzine Striprofiel. Op zijn zeventiende debuteerde hij in De Kennemer met de strip Jochem. Hij studeerde korte tijd Fins, maar beëindigde deze studie voortijdig om zich volledig te richten op zijn stripcarrière.
De Wit ging werken voor het weekblad Eppo. Hij voorzag de postpagina van illustraties en tekende de cowboystrip Stampede (later omgedoopt tot De Cowboys).
In 1985 verhuisde De Wit naar De Wittenkade in Amsterdam waar hij het atelier Studio De Wittenkade startte. In de studio werd hij door de jaren heen vergezeld door andere tekenaars zoals Hanco Kolk, Aloys Oosterwijk, Ben Westervoorde, Floris Oudshoorn en Michiel de Jong. Studio De Wittenkade werd in 2007 opgeheven.
In 1985 fuseerde Eppo met het televisieprogramma Wordt Vervolgd en ging De Wit een samenwerkingsverband aan met Hanco Kolk; ze maakten vervolgverhalen van Gilles de Geus en de tweepaginastrip De Familie Fortuin. Vanaf 1988 verscheen Gilles in Sjors en Sjimmie en Veronica Magazine. Eind jaren tachtig startten Kolk en De Wit hun eigen uitgeverij, De Plaatjesmaker, waarbij onder andere De Pincet Reeks werd uitgegeven.
Van 1988 tot en met 1995 maakte De Wit samen met Hanco Kolk de fotostrip Mannetje & Mannetje, waarvan ook een animatieserie werd gemaakt voor de VPRO. Dit televisieprogramma liep van 1990 tot en met 1992.
In 1992 maakten De Wit en Kolk een programma voor Teleac over strip- en cartoontekenen; hierin werd de krantenstrip Sigmund geïntroduceerd onder de titel Mensch durf te leeven. Sigmund verschijnt sinds 1994 in de Volkskrant en leverde De Wit zijn definitieve doorbraak op. In deze strip kwamen ook de Burka babes voor het eerst in beeld. Zij kregen later hun eigen uitgaven. De Wit en Kolk maken sinds 2001 de strip S1NGLE, getekend door Hanco Kolk, voor onder andere Het Parool, De Gelderlander en het Algemeen Dagblad.
In 1999 werd Peter de Wit de stripschapprijs toegekend.

## Privé
Peter de Wit is de vader van cabaretier Tex de Wit.